# Omer Abdelqader Salem
Omer Abdelqader Salem (in arabo عمر عبد القادر سالم‎?; Doha, 1º ottobre 1983) è un ex cestista qatariota.

## Carriera
Con il Qatar ha disputato i Campionati mondiali del 2006 e cinque edizioni dei Campionati asiatici (2005, 2007, 2009, 2011, 2017).